# Scottish League Challenge Cup 2016/17
Der Scottish League Challenge Cup wurde 2016/17 zum insgesamt 26. Mal ausgespielt. Der schottische Fußballwettbewerb, der offiziell als IRN-BRU Challenge Cup ausgetragen wurde, begann mit der ersten Runde am 2. August 2016 und endete mit dem Finale am 25. März 2017 im Fir Park von Motherwell. Am Wettbewerb nahmen zum ersten Mal 54 Vereine teil: 30 Vereine aus der Scottish Professional Football League, 12 U-20-Mannschaften der Klubs aus der Scottish Premiership, jeweils ein Verein aus der Highland und Lowland Football League, sowie jeweils zwei Vereine aus der nordirischen NIFL Premiership und walisischen Premier League. Titelverteidiger Glasgow Rangers, der im Vorjahres-Finale mit 4:0 gegen den FC Peterhead gewann, wird durch die eigene U-20-Mannschaft vertreten, da der Klub den Aufstieg in die Scottish Premiership erreichte. Im diesjährigen Endspiel trafen Dundee United und der FC St. Mirren aufeinander. United erreichte das Finale nach 1996 zum zweiten Mal. Die Saints nach 1994 und 2006 zum dritten Mal. Dundee United gewann das Finale mit 2:1 und damit zum ersten Mal in der Vereinsgeschichte den Challenge Cup.

## Termine
Die Spielrunden wurden an folgenden Terminen ausgetragen:
- 1. Runde: 2./3. August 2016
- 2. Runde: 16./17. August 2016
- 3. Runde: 3./4. September 2016
- Achtelfinale: 8./9. Oktober 2016
- Viertelfinale: 12./13. November 2016
- Halbfinale: 18./19. Februar 2017
- Finale: 25. März 2017

## Teilnehmende Mannschaften
Für den Wettbewerb sind folgende 64 Mannschaften qualifiziert:
| Premiership 12 U-20-Vereine der Saison 2016/17 | Championship die 10 Vereine der Saison 2016/17                                                                                          | League One die 10 Vereine der Saison 2016/17 | League Two die 10 Vereine der Saison 2016/17                                                                                             | Highland Football League 4 Vereine Lowland Football League 4 Vereine                                                             | NIFL Premiership 2016/17 2 Vereine aus Nordirland Welsh Premier League 2016/17 2 Vereine aus Wales |
| Celtic Glasgow U20 FC Aberdeen U20 Hearts U20 FC Motherwell U20 St. Johnstone U20 Ross County U20 FC Dundee U20 Inverness CT U20 Hamilton A. U20 Partick Thistle U20 FC Kilmarnock U20 Rangers U20 (TV) | Dundee United FC Falkirk Hibernian Raith Rovers Greenock Morton FC St. Mirren Queen of the South FC Dumbarton Dunfermline A. Ayr United | FC Livingston Alloa Athletic FC Peterhead FC Stranraer Airdrieonians FC Albion Rovers Brechin City FC Stenhousemuir FC East Fife FC Queen’s Park | FC Cowdenbeath Forfar Athletic FC Clyde Elgin City Annan Athletic Berwick Rangers Stirling Albion FC Montrose FC Arbroath Edinburgh City | Brora Rangers Cove Rangers Cumbernauld Colts East Stirlingshire Formartine United FC Spartans Stirling University Turriff United | Crusaders FC Linfield FC The New Saints FC Bala Town                                               |

## 1. Runde
Die 1. Runde wurde am 23. Juni 2016 ausgelost. Ausgetragen wurden die Begegnungen am 2./3. und 10. August 2016.

### Region Nord
|                       | Ergebnis  |                         |
| --------------------- | --------- | ----------------------- |
| Cove Rangers          | 2:1       | FC Dundee U20           |
| FC East Stirlingshire | 0:3       | FC Montrose             |
| Formartine United     | 2:5       | FC Aberdeen U20         |
| Inverness CT U20      | 0:3       | FC Arbroath             |
| Ross County U20       | 2:3 n. V. | Brora Rangers           |
| Stirling Albion       | 2:3       | Heart of Midlothian U20 |
| FC St. Johnstone U20  | 1:2       | Turriff United          |

### Region Süd
|                     | Ergebnis |                         |
| ------------------- | -------- | ----------------------- |
| Berwick Rangers     | 0:3      | FC Spartans             |
| Celtic Glasgow U20  | 5:1      | Annan Athletic          |
| FC Clyde            | 0:5      | Partick Thistle U20     |
| FC Motherwell U20   | 2:1      | Edinburgh City          |
| FC Queen’s Park     | 5:2      | FC Kilmarnock U20       |
| Cumbernauld Colts   | 0:3      | Hamilton Academical U20 |
| Glasgow Rangers U20 | 4:0      | University of Stirling  |

## 2. Runde
Die 2. Runde wurde am 4. August 2016 ausgelost. Ausgetragen wurden die Begegnungen am 16. und 17. August 2016.

### Region Nord
|                 | Ergebnis  |                         |
| --------------- | --------- | ----------------------- |
| FC Aberdeen U20 | 1:3       | Forfar Athletic         |
| Brechin City    | 4:1       | Cove Rangers            |
| Elgin City      | 2:0       | Heart of Midlothian U20 |
| FC Peterhead    | 3:2       | Brora Rangers           |
| FC Arbroath     | 2:3 n. V. | FC East Fife            |
| Turriff United  | 1:0       | FC Montrose             |

### Region Süd
|                     | Ergebnis              |                         |
| ------------------- | --------------------- | ----------------------- |
| Albion Rovers       | 2:0                   | Hamilton Academical U20 |
| FC Cowdenbeath      | 1:2                   | Celtic Glasgow U20      |
| FC Motherwell U20   | 1:2                   | Airdrieonians FC        |
| Partick Thistle U20 | 1:1 n. V. (5:6 i. E.) | FC Queen’s Park         |
| FC Stranraer        | 7:1                   | FC Spartans             |
| Glasgow Rangers U20 | 1:3                   | FC Stenhousemuir        |

## 3. Runde
Die 3. Runde wurde am 18. August 2016 ausgelost. Ausgetragen wurden die Begegnungen am 3. und 4. September 2016.

### Region Nord
|                 | Ergebnis  |                      |
| --------------- | --------- | -------------------- |
| Alloa Athletic  | 3:0       | FC East Fife         |
| Brechin City    | 1:5       | Dunfermline Athletic |
| Dundee United   | 3:2 n. V. | FC Peterhead         |
| FC Falkirk      | 6:1       | Elgin City           |
| Forfar Athletic | 3:2       | Raith Rovers         |
| Turriff United  | 0:3       | Hibernian Edinburgh  |

### Region Süd
|                    | Ergebnis  |                    |
| ------------------ | --------- | ------------------ |
| Albion Rovers      | 3:4 n. V. | FC St. Mirren      |
| FC Livingston      | 5:1       | Celtic Glasgow U20 |
| Queen of the South | 7:1       | FC Stenhousemuir   |
| FC Queen’s Park    | 2:0       | Greenock Morton    |
| FC Stranraer       | 1:0       | FC Dumbarton       |
| Ayr United         | 3:2 n. V. | Airdrieonians FC   |

## Achtelfinale
Das Achtelfinale wurde am 6. September 2016 ausgelost. Ausgetragen wurden die Begegnungen zwischen dem 7. und 9. Oktober 2016. Ab dem Achtelfinale nahmen die vier Vereine aus Nordirland und Wales am Wettbewerb teil. Das Wiederholungsspiel fand am 1. November 2016 statt.
|                      | Ergebnis  |                   |
| -------------------- | --------- | ----------------- |
| Ayr United           | 1:0 n. V. | FC Falkirk        |
| Crusaders FC         | 1annul. 1 | FC Livingston     |
| Bala Town            | 2:4       | Alloa Athletic    |
| Dunfermline Athletic | 2:1       | FC Queen’s Park   |
| Forfar Athletic      | 1:3       | The New Saints FC |
| Hibernian Edinburgh  | 1:2       | FC St. Mirren     |
| FC Stranraer         | 0:1       | Dundee United     |
| Queen of the South   | 2:0 n. V. | Linfield FC       |

Wiederholungsspiel
|              | Ergebnis |               |
| ------------ | -------- | ------------- |
| Crusaders FC | 0:3      | FC Livingston |

## Viertelfinale
Das Viertelfinale wurde am 10. Oktober 2016 ausgelost. Ausgetragen wurden die Begegnungen am 12. und 13. November 2016.
|                      | Ergebnis |                   |
| -------------------- | -------- | ----------------- |
| Dunfermline Athletic | 0:1      | Dundee United     |
| Queen of the South   | 2:0      | Alloa Athletic    |
| FC Livingston        | 0:3      | The New Saints FC |
| FC St. Mirren        | 2:1      | Ayr United        |

## Halbfinale
Das Halbfinale wurde am 14. November 2016 ausgelost. Ausgetragen wurden die Begegnungen am 18. und 19. Februar 2017.
|                    | Ergebnis |                   |
| ------------------ | -------- | ----------------- |
| Queen of the South | 2:3      | Dundee United     |
| FC St. Mirren      | 4:1      | The New Saints FC |

## Finale
| Dundee United                                             | Dundee United | FC St. Mirren | FC St. Mirren |
| --------------------------------------------------------- | --- | --- | ------------- |
| Dundee United                                             | \| 25. März 2017 um 12:30 Uhr (BST) in Motherwell (Fir Park) \| \| Ergebnis: 2:1 (1:1) \| \| Zuschauer: 8.089 \| \| Schiedsrichter: Nick Walsh \| \| Spielbericht \|                                                                                            | \| 25. März 2017 um 12:30 Uhr (BST) in Motherwell (Fir Park) \| \| Ergebnis: 2:1 (1:1) \| \| Zuschauer: 8.089 \| \| Schiedsrichter: Nick Walsh \| \| Spielbericht \|                                    | FC St. Mirren |
| Dundee United                                             | Cammy Bell – Stewart Murdoch, William Edjenguélé, Mark Durnan, Jamie Robson – Charlie Telfer, Willo Flood, Ali Coote (89. Coll Donaldson), Tony Andreu, Nick van der Velden (58. Thomas Mikkelsen) – Simon Murray (80. Alex Nicholls) Cheftrainer: Ray McKinnon | Billy O’Brien – Gary Irvine, Gary MacKenzie, Jack Baird, Adam Eckersley – Stevie Mallan, Stephen McGinn, Kyle Magennis (84. Conor O’Keefe), Lewis Morgan – Rory Loy, John Sutton Cheftrainer: Jack Ross | FC St. Mirren |
| Dundee United                                             | 1:0 Tony Andreu (37.) 2:1 Thomas Mikkelsen (75.) | 1:1 Rory Loy (38.) | FC St. Mirren |
| Dundee United                                             | Willo Flood, Simon Murray | Rory Loy, Stevie Mallan | FC St. Mirren |
| 25. März 2017 um 12:30 Uhr (BST) in Motherwell (Fir Park) | | |               |
| Ergebnis: 2:1 (1:1)                                       | | |               |
| Zuschauer: 8.089                                          | | |               |
| Schiedsrichter: Nick Walsh                                | | |               |
| Spielbericht                                              | | |               |